# The Yellow Streak (film, 1915)
Pour les articles homonymes, voir The Yellow Streak.
Pour plus de détails, voir Fiche technique et Distribution.
The Yellow Streak est un film muet américain réalisé par Burton L. King, sorti en 1915.

## Fiche technique
- Titre : The Yellow Streak
- Réalisation : Burton L. King
- Scénario : Burton L. King
- Producteur : William Selig
- Société de production : Selig Polyscope Company
- Société de distribution : General Film Company
- Pays de production :  États-Unis
- Langue : Anglais américain
- Format : Noir et blanc — 35 mm — 1,33:1 — Muet
- Métrage : 300 mètres (1 bobine)
- Genre : Film dramatique
- Durée : 10 minutes
- Dates de sortie : 
  - États-Unis : 11 mai 1915

## Distribution
- Edwin J. Brady : Ed Merritt
- Eugenie Forde : Nancy
- Leo Pierson : le fils de Merritt